# Kamienica Pod Czarnym Krzyżem we Wrocławiu
Kamienica Pod Czarnym Krzyżem – zabytkowa kamienica przy Placu Solnym 9 we Wrocławiu.

## Historia i architektura kamienicy
W pierwszej tercji XVIII wieku, po 1740  istniejąca średniowieczna kamienica została przebudowana i nadano jej barokowy wygląd. Była o wówczas trzykondygnacyjnym, czteroosiowym budynkiem z dwustrefowym szczytem. Dolna strefa była dwukondygnacyjna i czteroosiowa objęta z dwóch stron wolutowymi spływami osie międzyokienne rozdzielały pilastry. Strefa górna miała formę aediculi ujętej w wolutowe spływy i zakończonej tympanonem o wklęsło-wypukłym gzymsie wieńczącym. Z obu stron tympanonu ustawione były wazony. Właścicielem kamienicy w tym okresie, w 1726 roku była Rosin Gsellhoferin. 
Około 1800 roku zmieniono nieco fasadę kamienicy: zlikwidowano trójkątne tympanony nad oknami drugiej kondygnacji a między osiami umieszczono eliptycznie sklepione blendy.    
Pod koniec XIX wieku kamienica została kompletnie przebudowana. Nadano jej pięciokondygnacyjną bryłę, pokrytą płaskim dachem zakończonym w strefie fasady kamienną balustradą. W części parterowej umieszczono duże witryny wystawowe. 

## Po 1945 roku
Podczas działań wojennych budynek uległ zniszczeniu. Został odbudowany wraz z pozostałymi kamienicami z zachodniej pierzei w latach 1955–1958. Autorem projektu był Emil Kaliski, a następnie Karol Ferdynand Skomorowski. Podstawą odbudowy kamienicy nr 8/9, jak i kamienic nr 7 i 6 były ikonograficzne materiały pochodzące z połowy XVIII wieku oraz inne materiały historyczne, które nadały renesansowy charakter dwóch skrajnych kamienic w pierzei zachodniej. Odtworzenie większej liczby kamienic, niż w rzeczywistości znajdowało się przed 1945 rokiem, skomplikowało numerację budynków.